# Тетраполитанское исповедание
Тетраполитанское исповедание или Исповедание четырёх городов (лат. Confessio Tetrapolitana) — краткий свод цвинглианской религиозной доктрины, самый ранний символ веры реформатского направления в протестантизме. Тетраполитанское исповедание было сформулировано в процессе работы Аугсбургского рейхстага Священной Римской империи 1530 г. и подписано представителями четырёх имперских городов: Страсбурга, Констанца, Меммингена и Линдау (отсюда название др.-греч. τετρά — четыре + др.-греч. πόλις — город). Исповедание было составлено Мартином Буцером в соавторстве с Вольфгангом Капитоном. Тетраполитанское исповедание догматически оформило цвинглианство в противопоставлении не только католицизму, но и лютеранству.